# Ситко, Борис Александрович
Борис Александрович Ситко́ (1914—1994) — советский актёр театра и кино. Народный артист РСФСР (1970).

## Биография
Родился 7 (20) мая 1914 года в Горловке (ныне — Донецкая область, Украина) в семье музыканта.
В юности работал токарем на таганрогском заводе «Красный гидропресс».
С 1932 года — актёр Таганрогского ТРАМа.
С 1936 года — актёр Таганрогского городского драматического театра.
С 1937 года артист Иркутского АДТ, с 1948 года — ЦАТСА.
Б. А. Ситко умер 10 августа 1994 года. Похоронен в Москве на Троекуровском кладбище.

## Награды и премии
- Медаль «За доблестный труд в Великой Отечественной войне 1941—1945 гг.» (1945)
- Сталинская премия второй степени (1951) — за исполнение роли Коста Варры в фильме «Заговор обречённых» (1950)
- Сталинская премия второй степени (1952) — за участие в спектакле «Флаг адмирала» в Центральном театре Советской Армии.
- Заслуженный артист РСФСР (1954)
- Народный артист РСФСР (10 февраля 1970)
- Медаль «В ознаменование 100-летия со дня рождения Владимира Ильича Ленина» (18 апреля 1970)
- Почётная грамота Президиума Верховного Совета РСФСР (20 мая 1974 — За многолетнюю плодотворную творческую деятельность и в связи с шестидесятилетием)
- Орден «Знак Почёта» (17 марта 1980)[2]

## Фильмография
- 1950 — Заговор обречённых — Коста Варра
- 1951 — Спортивная честь — Суриков
- 1954 — Верные друзья — Капитан
- 1955 — Земля и люди — Самоваров
- 1955 — Случай с ефрейтором Кочетковым — Иван Капитонович Колин
- 1956 — Пролог — эпизод
- 1957 — Высота — Иннокентий Пантелеймонович Дымов
- 1958 — Звероловы — Жарков
- 1958 — Человек с ножами — Эрдменгер
- 1959 — Фома Гордеев — Князев
- 1960 — Простая история — представитель из области
- 1961 — Сердце не прощает
- 1962 — Чудак-человек — Нетленный
- 1974—1977 — Блокада — Геринг

### Киножурнал «Фитиль»
- 1962 — Выпуск № 3 (новелла «Накрыли») — покупатель автомобиля
- 1967 — Выпуск № 55 (новелла «Незаменимый») — Николай Иванович, директор авторемонтной мастерской

## Роли в театре

### Таганрогский ТРАМ (1932—1933)
- «Дружная горка» — Марк Зелов
- «Тревога» — комсорг Леонтьев
- «Симфония стали» — инженер Мартынов

### Вседонецкий ТРАМ, городГорловка(1933—1934)
- «Интервенция» Льва Славина — Марсель
- «Чужой ребёнок» Шкваркина — Костя

Всего сыграл восемь ролей

### Чапаевский колхозный театр, город Чапаевск (1934—1935)
- «Поднятая целина» — Половцев
- «Любовь Яровая» — Колосов

Всего сыграл за год три роли

### Таганрогский драматический драматический театр(1936—1938)
- «Собака на сене» — Теодоро
- «Волки и овцы» — Беркутов
- «Барышня-крестьянка» — Алексей
- «Без вины виноватые» — Незнамов
- «Мещане» — Пётр
- «Анна Каренина» — Левин, Вронский
- «Враги» — Рябцов
- «Лес» — Петр

Всего сыграл девятнадцать ролей за три сезона

### Иркутский областной драматический театр(1938—1949)
- «Шёл солдат с фронта» Катаева — Семён Котко
- «Бешеные деньги» Александра Островского — Савва Геннадич Васильков
- «Фельдмаршал Кутузов» Соловьёва — Кутузов
- «Так и будет» Симонова — Швандя; Савельев
- «Свадьба Кречинского» Александра Сухово-Кобылина — Расплюев
- 1939 — «Ленин в 1918 году» Каплера и Златогоровой — Владимир Ильич Ленин
- 1940 — «Кремлёвские куранты» Николая Погодина — Владимир Ильич Ленин, Реж.: Николай Медведев
- «Таня» Арбузова — Герман
- «Петр Первый» — Мишка Буйносов
- «Дети солнца» — Протасов
- «Мария Стюарт» — Верлен
- «Живой труп» — адвокат Петушков
- «Парень из нашего города» — Сергей Луконин
- «Давным-давно» — Ржевский
- «Любовь Яровая» — Швандя
- «Анна Каренина» — Облонский
- «Гроза» А. Н. Островского — Тихон
- «Вишнёвый сад» А. П. Чехова — Лопахин
- «Горячее сердце» А. Н. Островского — Тарас Тарасыч Хлынов
- «Женитьба Белугина» Александра Островского и Николая Соловьёва — Белугин

Грозный, Балакирев, Ворошилов
Всего за 11 лет работы в театре создал 43 образа

### Центральный театр Советской армии(1949—1994)
- 1951 — «Флаг адмирала» А. П. Штейна — адмирал Ф. Ф. Ушаков
- 1952 — «Ревизор» Н. В. Гоголя — Городничий
- 1957 — «Моя семья» Э. де Филиппо, режиссёр А. Б. Шатрин — Микеле Куоко
- 1957 — «Поднятая целина» Шолохова — Островной
- 1960 — «Лявониха на орбите» А. Макаенка — Буткевич
- 1963 — «Физики» Ф. Дюрренматта, режиссёр Б. В. Эрин — Рихард Фос, инспектор полиции
- 1970 — «Раскинулось море широко» Вс. В. Вишневского, В. Б. Азарова, А. А. Крона — капитан Силыч Щекотихин, боцман катера
- 1972 — «Забыть Герострата!» Г. Горина, Реж.: А. Б. Шатрин — Тиссафери, повелитель Эфеса, сатрап персидского царя
- 1974 — «Ковалева из провинции» Игнатия Дворецкого, Реж.: Борис Морозов — председатель областного суда
- 1976 — «Экзамены никогда не кончаются» Э. де Филиппо, режиссёр П. Н. Фоменко — Джироламо Фортецца, отец
- 1976 — «Конец» (Последние дни ставки Гитлера) М. Шатрова, Реж.: Ростислав Горяев, — Геринг
- 1976 — «Старик» М. Горького — Мастаков
- 1985 — «Моя профессия — сеньор из общества» — Веллуто
- 1989 — «Павел I» Д. С. Мережковского — лейб-медик
- «Москва — Кремль» Николая Погодина — Владимир Ильич Ленин
- «Незабываемый 1919-й» В. В. Вишневского — Владимир Ильич Ленин
- «Давным—давно» А. К. Гладкова — М. И. Кутузов, князь, фельдмаршал, Постановка: А. Д. Попов, Реж.: Д. В. Тункель, А. А. Харламова
- «Совесть» Чепурина — Аркадьев
- «Весенний поток» Чепурина — Городничий; Барсуков
- «Гибель эскадры» — Кобза
- «Свет далекой звезды» А. Чаковского, П. Павловского, Реж.: И. Г. Гаручава — Осокин, генерал в отставке
- «Люди, которых я видел» Смирнова — генерал Русаков
- «Океан» А. П. Штейна, Реж.: А. Л. Дунаев — Зуб
- «Господин Пунтила и его слуга Матти» Брехта — Пунтила
- «Дикий капитан» Смугла — Нинь
- «Поднятая целина» — Островнов
- «Бесприданница» А. Н. Островского — Мокий Парменович Кнуров
- «Обрыв» — Тушин
- «Нашествие» — Фаюнин
- «Белая палатка» — генерал Любомудров

### Москоовский государственный театр имени Ленинского комсомола
- 1973 — «Автоград XXI» Ю. Визбора, М. Захарова, Реж.: М. А. Захаров — Челноков, (премьера — 26 декабря 1973)

## Семья
- брат — Георгий Ситко (1922—1997), народный артист Республики Карелия.
- супруга — Татьяна Фёдоровна Рябчук-Ситко, актриса, режиссёр, театральный педагог.
- дочери — Елена Ситко, заслуженная артистка России, актриса Театра имени Пушкина и Ольга Ситко, режиссёр телевидения.